# Willibald Gebhardt

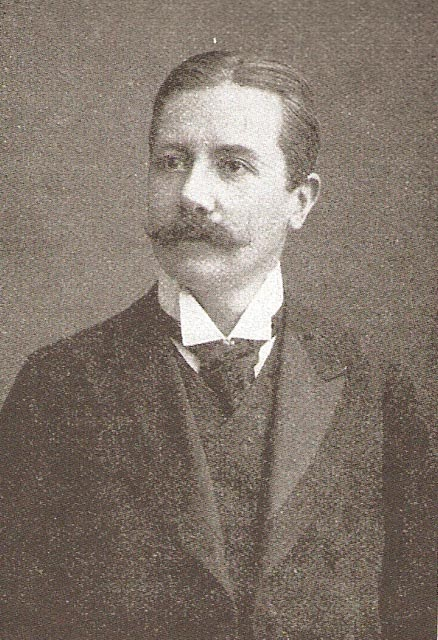
Willibald Gebhardt

Karl August Willibald Gebhardt (* 17. Januar 1861 in Berlin; † 30. April 1921 ebenda) war ein deutscher Naturwissenschaftler, der mit Forschungen und Theorien zur Lichttherapie wesentlich zu deren Entwicklung beitrug. Seinen historischen Bekanntheitsgrad erlangte er jedoch als Begründer der olympischen Bewegung in Deutschland und als Förderer der modernen Olympischen Spiele.

## Beruflicher Werdegang
Willibald Gebhardt besuchte als Sohn eines Buchdruckermeisters das Friedrich Realgymnasium in Berlin. Nach dortigem Abschluss 1879 studierte er Chemie – drei Semester in Marburg und sieben in Berlin. Mit seiner Dissertation Ueber substituierte Amide der Kohlensäure Thiokohlensäure promovierte er 1885 zum Dr. phil., denn das Institut für Chemie gehörte an der Friedrich-Wilhelms-Universität Berlin zur Philosophischen Fakultät. Im Laufe seines Lebens und noch danach wurde Gebhardt häufig als Mediziner und Arzt bezeichnet, wogegen er sich stets wehrte. Zu diesem Missverständnis trug bei, dass Gebhardt nach seiner Promotion an medizinischen Vorlesungen teilnahm und Studien in Hygiene und physiologischer Chemie betrieb.
Seit 1885 arbeitete Willibald Gebhardt im Familienbetrieb, den sein Bruder nach dem Tod seines Vaters übernommen hatte. 1890 ließ er sich seinen Erbteil auszahlen und siedelte über in die USA. Auch hier galt sein besonderes Augenmerk der im ausgehenden 19. Jahrhundert viel beachteten Thematik der Hygiene, unter der nicht nur die Reinlichkeit, sondern die Gesundheit als komplexes Ganzes verstanden wurde. Durch die in den USA starke Verbindung zwischen sportlicher Betätigung und Gesundheit lernte Gebhardt den Wert des Sports schätzen. Als Fechter war er ohnehin dem Sport nicht abgeneigt.

## Gebhardts Engagement für die Olympischen Spiele

### Erste olympische Aktivitäten
Gebhardts erfolglose Versuche als Unternehmer ließen ihn Anfang 1895 nach Deutschland zurückkehren. Nur wenige Wochen nach seiner Rückkehr erfuhr er durch den griechischen Gesandten in Berlin, Kléon Rangavis, von der Ausrichtung Olympischer Spiele in Athen 1896 und vom mangelnden Interesse in Deutschland für eine Teilnahme. Gebhardt erkannte sehr schnell den Grund in der Rivalität innerhalb der Turn- und Sportbewegung in Deutschland, und er ergriff sofort die Initiative. Nach seinen Vorstellungen konnte die voranschreitende Spaltung nur durch einen übergeordneten Verband aufgehalten werden. Gebhardt veröffentlichte bereits im April 1895 einen Aufruf für eine Ausstellung für Sport, Spiel und Turnen, bei der er mit Geschick und Einfühlungsvermögen die einzelnen Organisationen der Turn- und Sportbewegung zusammenführen konnte. Die Ausstellung, die vom 1. Juni bis 31. August 1895 im Alten Reichstagsgebäude in Berlin stattfand, war damit die erste olympische Aktivität in Deutschland.
Das allgemein positive Echo und die Unterstützung in Teilen der Turnerschaft nahm Gebhardt zum Anlass, bereits im September 1895 den Deutschen Bund für Sport, Spiel und Turnen auszurufen, dessen stellvertretenden Vorsitz er übernahm. Sein weiteres Bestreben, den Bund von einer Teilnahme Deutschlands an den Olympischen Spielen 1896 in Athen zu überzeugen, scheiterte jedoch bereits in den ersten Sitzungen am Widerstand insbesondere der Vertreter der Deutschen Turnerschaft (DT) und des Zentralausschuß zur Förderung der Jugend- und Volksspiele, deren Meinung nach eine Teilnahme dem nationalen Selbstgefühl widersprechen würde. Alle Überzeugungsversuche Gebhardts scheiterten, so dass er bereits am 18. November 1895 seinen stellvertretenden Vorsitz abgab und aus dem inzwischen von der Turnerschaft beherrschten Bund austrat.

### Bildung eines Olympischen Komitees für Deutschland
Der Austritt verdeutlicht die Konsequenz mit der Gebhardt sein vordringliches Ziel, die Beteiligung Deutschlands an den Olympischen Spielen 1896 in Athen, verfolgte. Nur Tage später verfasste er eine Werbeschrift zum Zwecke der Bildung eines Komitees für die Beteiligung Deutschlands an den Olympischen Spielen zu Athen. Am 13. Dezember 1895 trafen sich im Berliner Hotel Zu den vier Jahreszeiten 40 Personen, die alle zum erweiterten Bekanntenkreis von Gebhardt gehörten. Mit Kléon Rangavis hatte er einen Redner eingeladen, der alle Anwesenden schließlich eindrucksvoll davon überzeugte, dass die ersten Olympischen Spiele in Griechenland nicht ohne deutsche Beteiligung stattfinden sollten, schließlich wären die Deutschen, im Gegensatz zu den Franzosen, gern gesehene Gäste.
Das durch den Deutsch-Französischen Krieg (1870/71) noch immer schwer belastete Verhältnis beider Länder war maßgeblich dafür verantwortlich, dass große Teile der Sportbewegung in Deutschland eine ablehnende Haltung gegen die von einem Franzosen, Pierre de Coubertin, wiedererweckte olympische Idee einnahmen. Auch Coubertin konnte oder wollte nichts zur Entspannung beitragen. So fand der internationale Sportkongress an der Sorbonne in Paris im Juni 1894, der später als erster Olympischer Kongress in die Geschichte eingehen sollte, ohne deutsche Beteiligung statt.
Die von Gebhardt einberufene Versammlung endete schließlich einvernehmlich mit dem Beschluss zur Gründung des Komitees für die Beteiligung Deutschlands an den Olympischen Spielen zu Athen. Dieses Komitee ist historisch betrachtet das erste Nationale Olympische Komitee für Deutschland. Mit Unterstützung von Rangavis, der dank seines Amtes als griechischer Gesandter das gute Verhältnis zwischen Deutschland und Griechenland an höchster Stelle lobte, gelang es Gebhardt, den Erbprinz Philipp Ernst zu Hohenlohe-Schillingsfürst, Sohn des damaligen Reichskanzlers und Ministerpräsidenten von Preußen, als Präsident des Komitees, und den Prinzen Albert von Schleswig-Holstein als Vizepräsidenten des Komitees zu gewinnen. Gebhardt selbst übernahm das Amt des Schriftführers.

### Bemühungen um die Teilnahme Deutschlands an den Olympischen Spielen 1896 in Athen

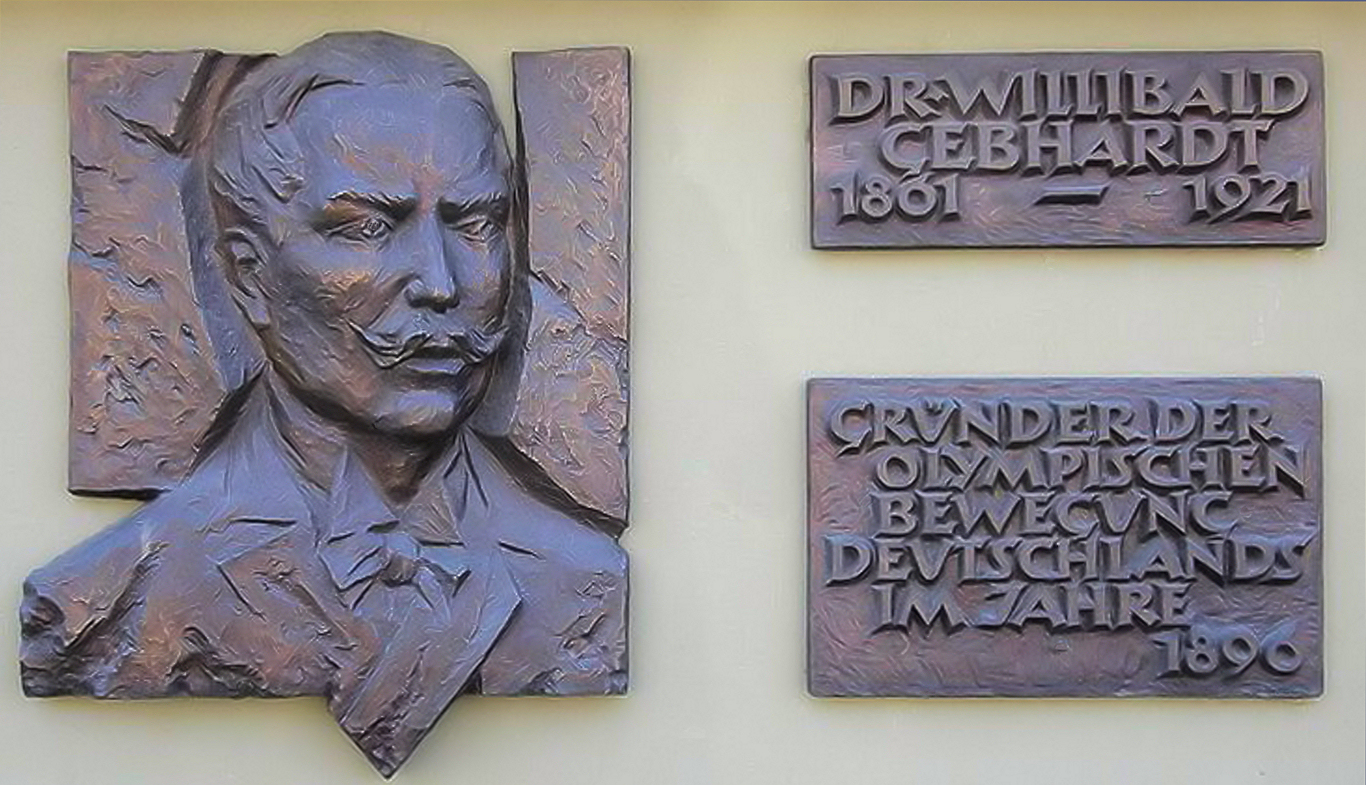
Gedenktafel am Sportzentrum Schöneberg in Berlin, Sachsendamm 11, von Paul Brandenburg

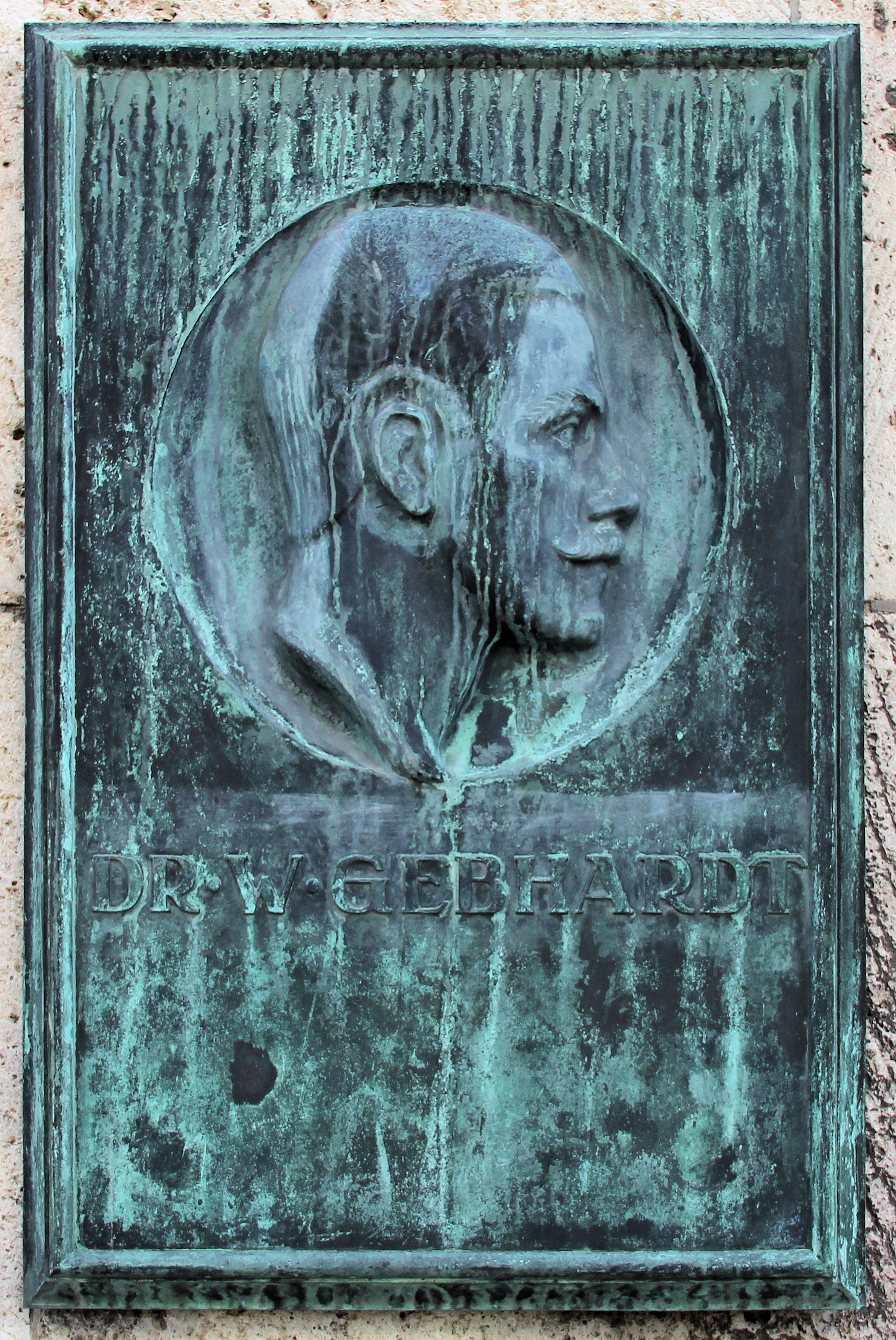
Gedenktafel am Olympiastadion Berlin, in Berlin-Westend

Nur wenige Tage nach Gründung des Komitees erteilte der Zentralausschuss für Volks- und Jugendspiele dem griechischen Organisationskomitee für die Olympischen Spiele in Athen eine Absage auf die bereits im Juni 1895 erhaltene Einladung. Hauptgrund hierfür waren gegen Deutschland gerichtete Äußerungen in der französischen Presse, an denen sich angeblich auch Coubertin beteiligt hatte. Außerdem wurde beklagt, dass in das von Coubertin 1894 gegründete Internationale Olympische Komitee (IOC) kein deutsches Mitglied berufen wurde.
Die in ihrem nationalen Selbstverständnis stark getroffenen Turner standen ohnehin von Beginn an der olympischen Idee mit ihrer international orientierten Zielvorstellung ablehnend gegenüber, was in der Forderung nach einem nationalen Olympia gipfelte. Ein fundamentaler Streit zwischen Gebhardts Komitee und dem Zentralausschuss zusammen mit der Deutschen Turnerschaft schien unausweichlich. Dennoch versuchte der auf Einigkeit bedachte Gebhardt die Wogen zu glätten, indem er einerseits die Turner von einer Teilnahme zu überzeugen versuchte, andererseits Coubertin aufforderte, für Aufklärung zu sorgen.
Ende Dezember 1895 nahm Gebhardt erstmals Kontakt zu Coubertin auf, indem er ihm einen Brief schrieb und darin das neu gegründete Komitee vorstellte. Gleichzeitig bat er ihn um Stellungnahme zu den Presseberichten in Frankreich. Dieser hielt sich jedoch sehr bedeckt, insbesondere was die Frage eines deutschen Repräsentanten im IOC betraf. Sogleich wandte sich Gebhardt an den Griechen Demetrius Vikelas, den seinerzeitigen Präsidenten des IOCs, und trug ihm sein Anliegen vor. Deutschland möge doch bitte bei einer Teilnahme an den Olympischen Spielen in Athen auch im IOC durch ein Mitglied vertreten sein. Vikelas war diesem Wunsch sehr aufgeschlossen und bot Gebhardt im Januar 1896 an, ihm einen Kandidaten zu benennen.
Gebhardt hielt sich in dieser Frage zunächst noch zurück, denn sein Bestreben lag weiter auch darin, die Turner mit ins Boot nach Athen zu holen, schließlich hatte sich mit dem Angebot einer Mitgliedschaft eines Deutschen im IOC ein Argument der Turner für die Nichtteilnahme an den Olympischen Spielen in Luft aufgelöst. Er bot den Turnern sogar an, ein mögliches IOC-Mitglied aus ihren Reihen zu benennen. Schließlich veröffentlichte er Ende Februar 1896 sogar eine Broschüre mit dem Titel: Soll Deutschland sich an den Olympischen Spielen beteiligen? Ein Mahnruf an die Deutschen Turner und Sportmänner. Die Antwort des Zentralausschusses war jedoch weiterhin ablehnend. Die Abneigung gegenüber Gebhardts Komitee und deren Vertretern aus dem Hochadel war inzwischen unüberbrückbar.
Währenddessen war Gebhardt nicht untätig. Einerseits bemühte er sich um eine Verschiebung der Olympischen Spiele, damit er mehr Zeit für die Vorbereitungen gewinnen könnte, schließlich waren es bis zum Eröffnungstag der Spiele, dem 6. April 1896, nur noch wenige Wochen. Andererseits hatte er bereits Kontakte zu Vertretern verschiedener Sportverbände aufgenommen, so dass er schon Anfang Februar aktive Sportler zu einer Versammlung einladen konnte. Auch für die Finanzierung hatte Gebhardt sich engagiert, indem er einen Spendenaufruf veröffentlichte.
Trotz aller Missstimmung mit der Deutschen Turnerschaft, dessen verbrämt ideologische Haltung Gebhardt fast ausschließlich seinen Funktionären anlastete, war ihm an einer Teilnahme der Turner in Athen so sehr gelegen, dass er sich bereits Wochen zuvor mit einzelnen Turnern persönlich in Verbindung gesetzt hatte, um sie von einer Teilnahme an den Olympischen Spielen zu überzeugen. Nachdem dies bekannt geworden war, unternahm die Turnerschaft eine öffentliche Kampagne gegen diese Turner, um ihr Ansehen abzuwerten. Erstaunlicherweise traten die Vereine, denen die Turner angehörten, dem entschieden entgegen, was zu einer Art Rehabilitation führte.
Mitte März 1896, genau 24 Tage vor der Eröffnung der Olympischen Spiele in Athen, wurde auf einer der letzten Sitzungen des Komitees für die Beteiligung Deutschlands an den Olympischen Spielen zu Athen die Mannschaft für Athen berufen, 21 Sportler und 8 Betreuer. Die Leitung wurde Willibald Gebhardt übertragen. Wichtigste Entscheidung dieser Sitzung war jedoch die Benennung Gebhardts als provisorisches deutsches Mitglied für das IOC.

### Mitgliedschaft im IOC und Kontakt zu Pierre de Coubertin

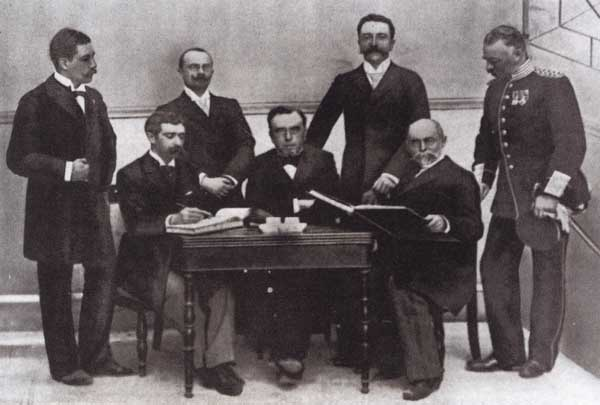
IOC-Mitglieder 1896 in Athen
v. l. n. r.
oben: Gebhardt, Guth-Jarkovsky, Kemeny, Balck
am Tisch: Coubertin, Vikelas, Boutowsky

Die offizielle Aufnahme Gebhardts ins IOC wurde eher beiläufig vorgenommen. Eigentlich war es in den Anfangsjahren des IOCs Coubertins Privileg, die Mitglieder zu berufen. Die Schwierigkeiten, die er mit der Benennung eines deutschen Mitglieds hatte, waren bekannt. Dank der Fürsprache von Vikelas und der Tatsache, dass Gebhardt als Leiter der deutschen Delegation und als offizieller deutscher Kandidat fürs IOC nach Athen reiste, kam Coubertin nicht umhin, Gebhardt an den Sitzungen des IOCs, die während der Olympischen Spiele in Athen stattfanden, teilnehmen zu lassen. Hiermit war Gebhardt faktisch als IOC-Mitglied von Coubertin bestätigt und tauchte fortan auf der Mitgliederliste auf.
Gleich bei seiner ersten Teilnahme an einer Sitzung am 6. April 1896, dem Eröffnungstag der Spiele, ließ Gebhardt keine Zweifel an seiner Entschlossenheit und Zielstrebigkeit. Sogleich unterbreitete er den Vorschlag, die Olympischen Spiele 1904 in Berlin zu veranstalten. Außerdem bat er um einen neuen Olympischen Kongress, damit einige Beschlüsse überarbeitet bzw. ergänzt werden könnten. Schließlich übernahm er auch noch die Aufgabe, von den Spielen 1896 einen Bericht abzufassen.
Diese Tatkraft war bezeichnend für Gebhardts Wesen, was ihn in der Folgezeit zu Coubertins kompetentesten und aktivsten, aber auch kritischsten Weggefährten im IOC machte. Seine Vorschläge und Ideen waren für die olympische Bewegung richtungsweisend, wenn auch manchmal der Zeit weit voraus, wie z. B. die Forderung nach nationalen olympischen Gremien oder die Einsetzung eines internationalen Kampfgerichts. Hierfür fehlte es dem modernen Sport jener Zeit noch an Niveau und den notwendigen Strukturen.
Mit seiner nimmermüden Art, die Rolle Deutschlands in der olympischen Bewegung aufzuwerten, stieß Gebhardt bei Coubertin mit seinem diffizilen Verhältnis zu Deutschland auf Zurückhaltung und Distanz. Die Beziehung verschlechterte sich zusehends, als Gebhardt die schlechte Organisation der zweiten Olympischen Spiele 1900 in Paris im Allgemeinen und die unerfreulichen gegen Deutschland gerichteten Vorkommnisse im Besonderen rügte. Dies gipfelte dann in einem durch Gebhardt 1901 auf einer IOC-Sitzung offiziell gestellten Antrag, die Spiele alle zwei Jahre in Athen und in einer anderen großen Stadt auszutragen, wobei er für Deutschland den Anspruch erhob, die Spiele 1908 in Berlin zu veranstalten. Historisch betrachtet war dies der erste offizielle Antrag für Olympische Spiele auf deutschem Boden.
Nachdem auch die dritten Olympischen Spiele 1904 in St. Louis als Misserfolg anzusehen waren, geriet Coubertin unter Erfolgsdruck. Gebhardt hielt mit seiner zweifellos berechtigten Kritik nicht zurück, hatte er doch zusammen mit Ferenc Kemény, mit dem ihn inzwischen eine Freundschaft verband, in St. Louis das IOC allein vertreten und konnte aus eigenen Erfahrungen berichten. Mit Nachdruck trat er deshalb auch für die Durchführung Olympischer Spiele 1906, wieder in Athen, ein, die als Zwischenspiele in die Olympische Historie eingingen.
Während dieser Spiele 1906 wurden auf einer IOC-Sitzung, die Coubertin nicht besuchte, weil er die Spiele generell ablehnte, Beschlüsse gefasst, die an eine grundlegende Reform des IOCs heranreichten. Einer der Betreiber dieser Beschlüsse war Willibald Gebhardt. Damit verfiel er bei Coubertin in die Rolle eines Rebellen. Nachdem Coubertin sich jedoch schnell seiner Wertschätzung im IOC wieder sicher war, hatte Gebhardt einen schweren Stand, zumal die anderen „Rebellen“ rasch aus dem IOC ausgeschieden waren.
Sein Rücktritt 1909 aus dem IOC war denn sowohl eine Folge der Kontroverse mit Coubertin, als auch eine Folge der Ernüchterung über seine nicht umsetzbaren Zielvorstellungen. Zudem lastete seit seinem Ausscheiden aus dem Deutschen Reichsausschuss für Olympische Spiele (DRAfOS) 1906 der Druck auf ihm, die Stelle im IOC für ein Mitglied des DRAfOS zu räumen. Nicht zuletzt hatte Gebhardt zu jener Zeit auch finanzielle Probleme, so dass er den Aufwand für Reisen zu verschiedenen Veranstaltungen und Sitzungen nicht mehr selbst bestreiten konnte. Auch wenn der genaue Grund seines Ausscheidens im Unklaren bleibt, macht das Zusammenspiel der Umstände seinen Schritt zumindest verständlich.

### Bemühungen in Deutschland um die Olympischen Spiele 1900, 1904 und 1906
Nach Beendigung der Olympischen Spiele 1896 in Athen wurde das zur deutschen Beteiligung von Gebhardt gegründete Komitee aufgelöst. Die von ihm angestrebte Gründung eines übergeordneten Verbandes für alle Sportarten war nicht realisierbar. Auch seine Bemühungen, die olympische Bewegung in Deutschland durch einen Sporttag bekannter zu machen, scheiterten.
Gebhardt, der dem Fechtsport verbunden war, erzielte zumindest in diesen Kreisen einen Erfolg, indem er sich im März 1897 bei der Gründung des Deutschen Fechtverbandes, der sich später in Deutscher und Österreichischer Fechtverband umbenannte, beteiligt hatte und zum 1. Vorsitzenden gewählt wurde und diese Position bis November 1898 bekleidete.
Bei der Vorbereitung für die zweiten Olympischen Spiele 1900 in Paris knüpfte er an seine Erfahrungen aus der Vorbereitung für die Spiele in Athen an. Neben der Gründung im Jahr 1899 eines neuen Komitees für die Beteiligung Deutschlands an den Olympischen Spielen zu Paris gelang es ihm sogar, einen Zuschuss aus dem Fonds des Reichskommissars für Weltausstellungen in Höhe von 10.000 Mark zu erhalten. Gebhardt, der erneut die Leitung der Delegation für Paris übernahm, führte so die drittgrößte ausländische Mannschaft zu den Spielen nach Paris.
Auch dieses Komitee löste sich nach den Spielen auf. Für Gebhardt war die Notwendigkeit eines dauerhaften nationalen Organs, welches für die Belange einer Beteiligung Deutschlands an den Olympischen Spielen zuständig wäre, unerlässlich, insbesondere nachdem er 1901 im IOC einen Antrag für Olympische Spiele 1908 in Berlin gestellt hatte. Der Weg führte zunächst wieder über die Gründung 1903 eines Deutschen Komitees für die Olympischen Spiele in St.Louis 1904. Gebhardt war jedoch bewusst, dass die Realisierung Olympischer Spiele in Berlin eine Bündelung der Kräfte erforderte. Wie schon vor den Spielen 1896 unternahm er deshalb den Vorstoß, die Deutsche Turnerschaft und den Zentralausschuss für Volks- und Jugendspiele von einer Beteiligung am Komitee zu überzeugen. Während die Deutsche Turnerschaft hartnäckig, nun schon seit 8 Jahren, an ihrer ablehnenden Haltung gegenüber internationalen Olympischen Spielen festhielt, zeigte sich der Zentralausschuss interessiert. Durch geschicktes Taktieren gelang es Gebhardt die uneinige Führungsspitze des Zentralausschusses für einen Beitritt zu überzeugen. Als Zugeständnis wurde der Name des Komitees während einer Sitzung im Dezember 1903 abgeändert in Deutscher Reichsausschuss für Olympische Spiele (DRAfOS). So fand sich der Zentralausschuss im Begriff Reichsausschuss wieder. Gebhardt wurde in die Position des Geschäftsführers und ersten Schriftführers gewählt.
Erneut übernahm Gebhardt die Leitung der Delegation für St. Louis. Wie schon in Paris, so war er auch von den Spielen in St. Louis sehr enttäuscht. Nachdem er zuvor bereits der Illusion von Olympischen Spielen in Berlin beraubt worden war, waren Gebhardts Zielvorstellungen in weite Ferne gerückt. Zudem erwuchs ihm in dem 1905 zum Präsidenten des DRAfOS gewählten Graf Egbert Hoyer von der Asseburg ein Konkurrent, der eigene Konzepte und Überlegungen hatte.
Für die Olympischen Zwischenspiele 1906 in Athen war Gebhardt nicht mehr eigenverantwortlich tätig. Seine Beteiligung stand unter der Aufsicht des DRAfOS und seines Präsidenten Graf von der Asseburg, der zusammen mit Gebhardt auch die Delegation nach Athen begleitete.
Nach den Spielen 1906 gestaltete sich für Gebhardt die Zusammenarbeit mit „seinem“ Präsidenten als schwierig. Der zum hohen Militär gehörende Graf von der Asseburg mit Kontakten an höchster Stelle kannte die Kniffe, einen ungeliebten Kontrahenten zu diskreditieren. Verbrieft ist zumindest die Tatsache, dass Gebhardt auf einer Sitzung des DRAfOS im Oktober 1906 nicht mehr für den Vorstand kandidierte, woraufhin Graf von der Asseburg sich gegenüber Coubertin dahingehend äußerte, dass Gebhardt aus dem IOC ausgetreten sei. Dieser Behauptung trat Gebhardt energisch entgegen, sah jedoch die Vertrauensbasis zerstört und gab mit Schreiben von 28. November 1908 seinen endgültigen Austritt aus dem DRAfOS bekannt.

## Unter staatlicher Überwachung
Die von Gebhardt organisierte Ausstellung für Sport, Spiel und Turnen im Sommer 1895 fand im provisorischen Reichstagsgebäude, dem Preußischen Herrenhaus, in der Leipziger Straße Nr. 4 in Berlin statt. Der beschämende Gebäudezustand veranlasste Gebhardt dazu, sich in einem Brief an das Innenministerium zu beschweren. Für das damalige Zeitalter war dies ein unerhörter Vorgang, der das Anlegen einer Akte bei der Geheimpolizei rechtfertigte.
Die polizeilichen Ermittlungen brachten zwar keine staatsfeindlichen Erkenntnisse über ihn zu Tage, dennoch schienen die vielfältigen internationalen Kontakte Gebhardts bei den offiziellen Stellen ein gewisses Unbehagen auszulösen, insbesondere sein stetes Eintreten für völkerverbindende Freundschaft und sein Bemühen um die olympischen Ideale. Schließlich wurde die Akte erst 1913 geschlossen.

## Gebhardt, der Forscher und Erfinder
Neben seinem unablässigen Einsatz für die olympische Idee forschte Gebhardt beharrlich im Bereich der physiologischen Chemie. Auf dem Gebiet der Lichttherapie erwies sich Gebhardt als Vorreiter in Deutschland. Als erster brachte er elektrische Lichtbäder, die er während eines Besuchs der Weltausstellung 1893 in Chicago kennenlernte, nach Europa und führte sie in seiner 1895 gegründeten Kurbadeanstalt Karlsbad an der Potsdamer Straße in Berlin als Heilverfahren ein. Diese später in eine physikalische Heilanstalt umgewandelte Institution, die Gebhardt bis 1902 als Geschäftsführer leitete, diente ihm als Ort, an dem er seine wissenschaftlichen Forschungen auf dem Gebiet des Lichtheilverfahrens hinreichend praktisch untersuchen konnte. Die Ergebnisse seiner wissenschaftlichen Arbeiten veröffentlichte er 1898 in seinem Buch Die Heilkraft des Lichts. In dieser Zeit entwickelte Gebhardt auch zahlreiche Heilverfahren mit den erforderlichen Hilfsmitteln, die er als Gebrauchsmuster oder Patent beim Patentamt anmeldete.
Inzwischen intensiv als Sportfunktionär tätig, hoffte Gebhardt 1903, seine medizinisch und gesundheitlich ausgerichteten Arbeiten auch für den Sport einsetzen zu können. Er unternahm Anstrengungen für die Einrichtung einer sportwissenschaftlichen Forschungsanstalt. In einem privaten kleinen Laboratorium führte er praktische Untersuchungen zu körperlichen Messungen durch, z. B. zur Bestimmung des spezifischen Gewichts, der Lungenkapazität oder der Muskelkraft beim Menschen. Sein Vorhaben ließ sich jedoch mangels Interesse bei den zuständigen Stellen nicht verwirklichen.
1908 heiratete Gebhardt im Februar Katharina Zurkalowski, eine Frau mit wissenschaftlichen Interessen, die nicht ohne Einfluss auf Gebhardt blieben. So überraschte er noch im selben Jahr mit einer für ihn völlig untypischen Patentschrift über eine Vorrichtung zum Herstellen von Kaffee und ähnlichen Extrakten mit umzukehrenden Kochgefäß. Zwar gab es schon automatische Kaffeemaschinen zu dieser Zeit, doch deren Funktionsweise bot noch reichlich Entwicklungspotential.

## Spätes Leben
Nach 1909, als Gebhardt sich bereits aus seinen Ämtern als Sportfunktionär zurückgezogen hatte, blieben auch die beruflichen Erfolge aus, was zu nicht unbedeutenden finanziellen Schwierigkeiten führte.
1910 tauchte in den Patentanmeldungen nur noch der Name von Gebhardts Frau auf. Sein persönliches Wirken in der Folgezeit ist überwiegend unbekannt. Seine Anschauungen über die Haltung Deutschlands zur olympischen Bewegung vor, während und kurz nach dem Ersten Weltkrieg sind hingegen verbrieft. So trat er trotz des Krieges für Olympische Sommerspiele 1916 ein, die, für Gebhardt leider zu spät, nach Berlin vergeben waren. 1917 verfasste er ein Protestschreiben, in dem er sich gegen die Umbenennung des DRAfOS in Deutscher Reichsausschuss für Leibesübungen (DRAfL) aussprach. Die damit verbundene Abkehr von der olympischen Idee und die Orientierung hin zu nationalen Idealen war für Gebhardt unerträglich.
1918 und 1919 lebte Gebhardt zeitweilig in den Niederlanden, kehrte aus gesundheitlichen Gründen jedoch nach Berlin zurück.
1920 unternahm er schließlich einen letzten Versuch, sein Ideal der olympischen Bewegung durchzusetzen. Energisch beschwerte er sich über den Ausschluss von den Olympischen Spielen 1920 für die Staaten, welche die Verantwortung des Krieges zu tragen hatten. In Gebhardts Sinn waren die Olympischen Spiele schließlich ein Instrument der Völkerverständigung. Aus diesem Grund forderte er die Gründung eines Völkerbundes für Olympische Spiele. Zu seiner großen Enttäuschung verweigerte man ihm bereits in Deutschland die notwendige Unterstützung für ein solches Vorhaben. Sein Idealbild der Olympischen Spiele war damit gänzlich zerbrochen. Gebhardt starb 1921 infolge eines ungeklärten und rätselhaften Verkehrsunfalls.

## Ehrungen und historisches Gedenken
Zu Lebzeiten erhielt Gebhardt 1896 und 1906 für seine Verdienste um die olympische Bewegung eine Ehrung vom griechischen König Georg I. 1908 verlieh man ihm den königlich-preußischen Kronorden IV. Klasse.
Lange Zeit nach seinem Tod war der Name Willibald Gebhardt weitestgehend unbekannt. Eine Gedenktafel am Berliner Olympiastadion und der Name eines Sportplatzes im angrenzenden Olympiapark Berlin waren die einzigen öffentlichen Hinweise auf das erste deutsche Mitglied im IOC. Bereits seit 1971 ist im Münchener Olympiapark das Südufer des Olympiasees und der angrenzende Weg zu Ehren Willibald Gebhardts benannt („Willi-Gebhardt-Ufer“).
1992 wurde in Essen das Willibald-Gebhardt-Institut (WGI) gegründet, ein Forschungsinstitut für Sport und Gesellschaft, dessen Ziel die Förderung eines humanen Sports mit seinen sozialen und ethisch-moralischen Werten ist. Seit 2003 trägt das Sportzentrum Berlin-Schöneberg den Namen Willibald-Gebhardt-Sportzentrum Schöneberg. 2005 wurde die Willibald-Gebhardt-Stiftung zur Förderung des Kinder- und Jugendsports ins Leben gerufen.
2014 wurde Gebhardt in die Hall of Fame des deutschen Sports aufgenommen.